# Balrampur
Balrampur är en stad i den indiska delstaten Uttar Pradesh, och är den administrativa huvudorten för distriktet Balrampur. Staden hade 81 054 invånare vid folkräkningen 2011, med förorter 86 790 invånare.